# Província de Càceres
Càceres (en castellà, Cáceres; en extremeny: Caçris; en fala de Xàlima, Cáciris) és una de les dues províncies d'Extremadura, la més septentrional. Limita amb Castella i Lleó pel nord, a l'oest amb Portugal, a l'est amb Castella - la Manxa, i al sud amb la província de Badajoz. La seva capital és la ciutat homònima, la població de la qual és la cinquena part de la població total (412.498 habitants, segons INE 2008). Amb 19.868 km², és la segona província més extensa d'Espanya, després de Badajoz.
Els municipis més poblats de la província de Càceres, segons l'INE 2008 eren:
1. Càceres (92.187 habitants)
2. Plasència (40.105 habitants)
3. Navalmoral de la Mata (17.103 habitants)
4. Còria (12.868 habitants)
5. Miajadas (10.241 habitants)
6. Trujillo (9.860 habitants)
7. Talayuela (9.282 habitants)

## Comarques de Càceres
| Comarques de la Província de Càceres | Comarques de la Província de Càceres | Comarques de la Província de Càceres | Comarques de la Província de Càceres | Comarques de la Província de Càceres |
| ------------------------------------ | ------------------------------------ | ------------------------------------ | ------------------------------------ | ------------------------------------ |
| Vegas del Alagón                     | Comarca de Tajo-Salor                | Valle del Ambroz                     | Llanos de Cáceres                    | Campo Arañuelo                       |
| Valle del Jerte                      | La Vera                              | Las Hurdes                           | Las Villuercas                       | Comarca de Los Ibores                |
| Comarca de Sierra de Gata            | Comarca de Trujillo                  | Comarca de Valencia de Alcántara     | Comarca de Alcántara                 |                                      |